# 松島洋平
松島 洋平（まつしま ようへい、1988年3月24日 - ）は、日本の元歌手、元ダンサー。男性アイドルグループ『japs』、ダンス＆ボーカルユニット『Jamming Flow』の元メンバー。
元スターダストプロモーション所属。
東京都出身。中学時代に北海道在住。

## 経歴
2001年〜2005年、千葉涼平（w-inds.）、緒方龍一（w-inds.）、西島隆弘（AAA）、三浦春馬など、第一線で活躍するタレントを数多く輩出したタレント養成所『アクターズスタジオ北海道本部校』に在籍。
2003年、5人組男性アイドルグループ『japs』初代メンバーに選出される。
同年9月、『japs』のデビューシングル『プレシャスラブ/止まらナイ』(CD+DVD)を発売。
2005年、エイベックスへの所属が決まり、アクターズスタジオ主催のライブイベント『BACKEN RECORD』仙台公演の出演を最後に『japs』を卒業。
同年、エイベックス・アーティストアカデミーにて研鑽を重ねるも、紆余曲折の末、エイベックスを退所。
その後、スターダストプロモーション所属の若手俳優で結成されたダンスボーカルユニット『Jamming Flow』の新メンバーとしてスカウトされ、スターダストプロモーション所属となる。
2006年、ボーイズアイドルユニットイベント『clap!』の終了に伴い『Jamming Flow』としての活動を終了。
同年、スターダストプロモーションを退所。

## 出演

### CM
- ルスツリゾート（2002年）
- NTTdocomo北海道 『iプロジェクト』(2003年)

### ライブ
- BACKEN RECORD vol.9 〜 vol.14
- clap!
- Jamming Flow単独ライブ『beat the live』

## 備考

### japs
- アクターズスタジオ北海道本部校発の5人組男性アイドルグループ。
- 初代メンバーは松島洋平、西島隆弘（AAA）、北村和也、栃山剛、矢島博明
- 正式デビュー前にファンの声に応える形で、アルバム収録予定の曲『プレシャスラブ/止まらナイ』をシングルで先行リリースし仮デビューをするが、正式デビュー前にメンバーの西島隆弘がエイベックス主催のオーディションに合格しグループを卒業。そのため、正式デビューが白紙となってしまい、そのままメジャーデビューすることなく活動休止となる。

- CD『プレシャスラブ/止まらナイ」2003年リリース

3000枚の限定生産
アクターズスタジオ公式サイトのみで販売。
購入特典：japsトレーディングカード（全5種）/ i-project会員のみメンバー1名の直筆サイン付き。
発売元：Impressions RECORDS
- DVD「プレシャスラヴ/止まらナイ」2003年リリース

　『プレシャスラヴ』、『止まらナイ』のPVを収録。
購入特典：japsトレーディングカード（全6種）
発売元：株式会社FAME

### Jamming Flow
- スターダストプロモーション所属の若手俳優で結成されたダンス＆ボーカルユニット。
- オリジナルメンバーである塩澤英真、松岡佑季、加藤康起、渡部風の4人で結成される。後に佐野和真、窪田正孝、松島洋平の3人が加わり7人体制となる。
- 2006年11月25日をもって解散。